# Сан-Анселмо (Каліфорнія)
Сан-Анселмо (англ. San Anselmo) — місто (англ. city) в США, в окрузі Марін штату Каліфорнія. Населення — 12 830 осіб (2020).

## Географія
Сан-Анселмо розташований за координатами 37°58′56″ пн. ш. 122°34′12″ зх. д. / 37.98222° пн. ш. 122.57000° зх. д. (37.982122, -122.569910).  За даними Бюро перепису населення США в 2010 році місто мало площу 6,93 км², уся площа — суходіл.

## Демографія
Згідно з переписом 2010 року, у місті мешкало 12 336 осіб у 5243 домогосподарствах у складі 3251 родини. Густота населення становила 1779 осіб/км².  Було 5538 помешкань (799/км²).
Расовий склад населення:
| - 90,3 % — білих - 3,5 % — азіатів - 0,9 % — чорних або афроамериканців - 0,3 % — корінних американців - 0,2 % — вихідців з тихоокеанських островів - 1,3 % — осіб інших рас |

До двох чи більше рас належало 3,5 %. Частка іспаномовних становила 5,8 % від усіх жителів.
За віковим діапазоном населення розподілялося таким чином: 23,3 % — особи молодші 18 років, 63,2 % — особи у віці 18—64 років, 13,5 % — особи у віці 65 років та старші. Медіана віку мешканця становила 44,9 року. На 100 осіб жіночої статі у місті припадало 87,4 чоловіків;  на 100 жінок у віці від 18 років та старших — 85,6 чоловіків також старших 18 років.
Середній дохід на одне домашнє господарство  становив 137 179 доларів США (медіана — 102 316), а середній дохід на одну сім'ю — 163 804 долари (медіана — 128 469). Медіана доходів становила 91 275 доларів для чоловіків та 81 587 доларів для жінок. За межею бідності перебувало 4,6 % осіб, у тому числі 4,4 % дітей у віці до 18 років та 2,4 % осіб у віці 65 років та старших.
Цивільне працевлаштоване населення становило 6381 осіб. Основні галузі зайнятості: освіта, охорона здоров'я та соціальна допомога — 25,0 %, науковці, спеціалісти, менеджери — 20,3 %, виробництво — 9,0 %, фінанси, страхування та нерухомість — 7,9 %.